# Sebastián Keitel
Sebastián Keitel, född 14 februari 1973, är en chilensk före detta friidrottare som tävlade i kortdistanslöpning främst på 200 meter.
Keitels främsta framgångar har kommit i de regionala mästerskapen som Panamerikanska spelen och de sydamerikanska mästerskapen.
Vid internationella tävlingar är hans främsta merit bronset från Inomhus-VM 1995 i Barcelona. Han deltog vid Olympiska sommarspelen 1996 där han blev utslagen i kvalet. Vid VM 1997 tog han sig vidare till kvartsfinalen där han blev utslagen. 

## Personliga rekord
- 100 meter - 10,10 från 1998
- 200 meter - 20,15 från 1998